# M
Mは、ラテン文字（アルファベット）の13番目の文字。小文字は m 。ギリシア文字のΜ（ミュー）に由来し、キリル文字のМに相当する。

## 字形
2つの字形が使われる。

筆記体

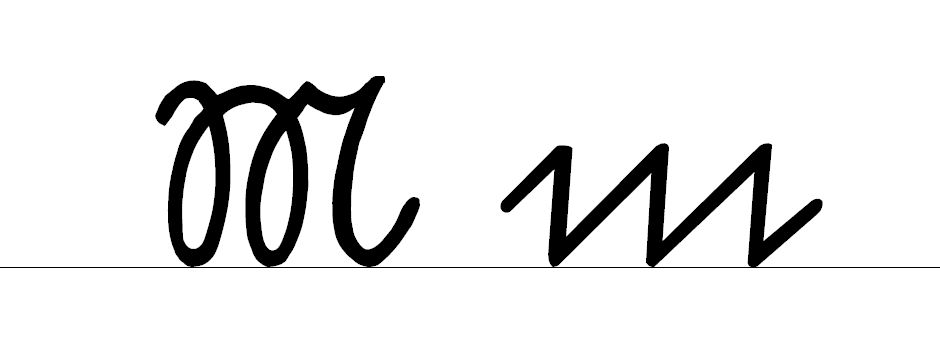
ジュッターリーン体

1. 横に連なる折れ線で、上で2回、下で1回屈曲する4本の直線である。普通は最初と最後の直線が垂直線となる。大文字は一般にこの字形による。
2. 上の屈曲が丸まり、下部は垂直な線となる。一番左の直線はさらに上にまっすぐのびる。左にセリフを出したり左に曲がったりすることがある。右下は右に曲がったり、さらに上に折り返すことがある。小文字はこの字形である。大文字筆記体でこの字形を取ることがある。フラクトゥールはいずれもこの字形に基づき、{\displaystyle {\mathfrak {M\ m}}}である。

## 呼称
- 拉・独・仏・英・蘭・葡・羅・洪・尼 ・日：エム [ɛm]/[em]
- 西: eme（エメ）['eme]
- 伊: emme（エンメ）
- エス：モー

## 音価
この文字が表す音素は、[m]（両唇鼻音）およびその類似音である。
- 多くの言語で、唇歯摩擦音 [f], [v] の前では異音として唇歯鼻音 [ɱ] になることがある。
- フランス語では、同じ単語内の直前に母音があり、直後が母音（発音しない e は除く）か m でなければ、直前の母音を同化し鼻母音にする。このとき、/m/ は発音しない。
  - ただしリエゾン（「母音+m（語境界）母音」）の場合、/m/は発音され、鼻母音化も保たれる。
    - 「母音+mm+母音」で鼻母音化が起こるかどうかは語による。

  - これらの振る舞いは n と同様である。
- スペイン語では、語末で母音を伴わないとき、[n] になる。
- 日本語のローマ字表記ではま行の子音に用いられる。

## M の意味

### 大文字・小文字
- 質量 (mass)。
  - 通常の物理量としては小文字イタリック体の m を使う。
  - 大きな質量（2つの質量の大きいほう、天体の質量など）を M で表すこともある。
  - 質量の次元をサンセリフローマン体の大文字 M で表す。密度の次元は [長さ]−3×[質量]=L−3M など。
- 等級（天体の）(magnitude)。大文字は絶対等級、小文字は実視等級を表す。
- 月 (month) または 分 (minute)。日時の表現で、YYYY/MM/DD hh:mm:dd などのように使う。大文字・小文字共に使うが、年月日を大文字、時分秒を小文字と区別することもある（ISO 8601 など）。

### 原則大文字

#### 学術
- ローマ数字で1000。
- 単位
  - メガ (mega)、またはミリオン (million)。100万。例えば¥100Mは1億円。ビットとバイトに対しては1048576 (= 220) を表すこともあるが、この意味では正式には Mi（メビ）を使う。
  - 平均(mean)
  - マイル (mile)。
  - モル濃度 (mol/l)。読みはモル、モル・パー・リッター、モラー (MOL per litER)。
- 磁化 (magnitization)。
- 地震マグニチュード (magnitude)。例：M 6.5。
- 化学では、金属元素 (metal)。元素記号の代わりに使い、任意の金属元素を表す。
- 天体
  - メシエカタログ (Messier) の符号。M1のようにあとにカタログ番号を続ける。
  - 火星 (Mars)。
  - 月 (Moon)。
  - ミラ型変光星 (Mira variable)。
- 文法で、修飾語 (modifier)。S・V・O（主語・動詞・目的語）などと共に使う。
- 恒星のスペクトル型で、熱温度が2500–3900Kのクラス。
- マッハ数 (Mach)。Ma とも。
- 修士号 (master) の略。M1と表記されれば修士課程1年生の意。
- 行列環
- 数学においては右下添え字を伴ってメルセンヌ数を表す。
- 二十二を意味する数字。三十六進法など、二十三進法以上(参照: 位取り記数法#Nが十を超過)において二十二（十進法の22）を一桁で表すために用いられる。ただし、アルファベットの I と数字の 1 が混同し易いために、アルファベットの I を用いないことがあり、この場合、J が十八、K が十九、L が二十、M が二十一を意味する。

#### 工学・産業
- 明朝体 (mincho)。MMは中明朝を表す（2文字目のMはmedium）。
- NTTドコモ・DDIセルラーグループ→auでモトローラ製を表す携帯電話端末型番の文字。M702iG, C100Mなど。（ソフトバンクでは「MO」）
- アステルのPHS端末の型番では、三菱電機製を表す（通常は「D」）。
- 電車の車種で、電動車（モーター付車両）。対義語は「T」（付随車、モーターなし車両）。JRの列車番号は、別に指定がない場合、電車列車の末尾にMを付番する。
- カラー印刷でのマゼンタ (magenta)。CMY・CMYK色空間の原色。
- Mモード。超音波検査方法。
- BMWの高性能モデル開発部門子会社 BMW M。
- 商品名
  - メルセデス・ベンツの車種のMクラス。
  - 日産自動車の高級乗用車インフィニティ・M。かつてのY34型グロリアの北米地域輸出名で、日本国内ではフーガに当たる。
- ソフトウェア開発工程における製造（実装、コーディング）(make)。
- 海図の記号で「底質が泥」(mud)。

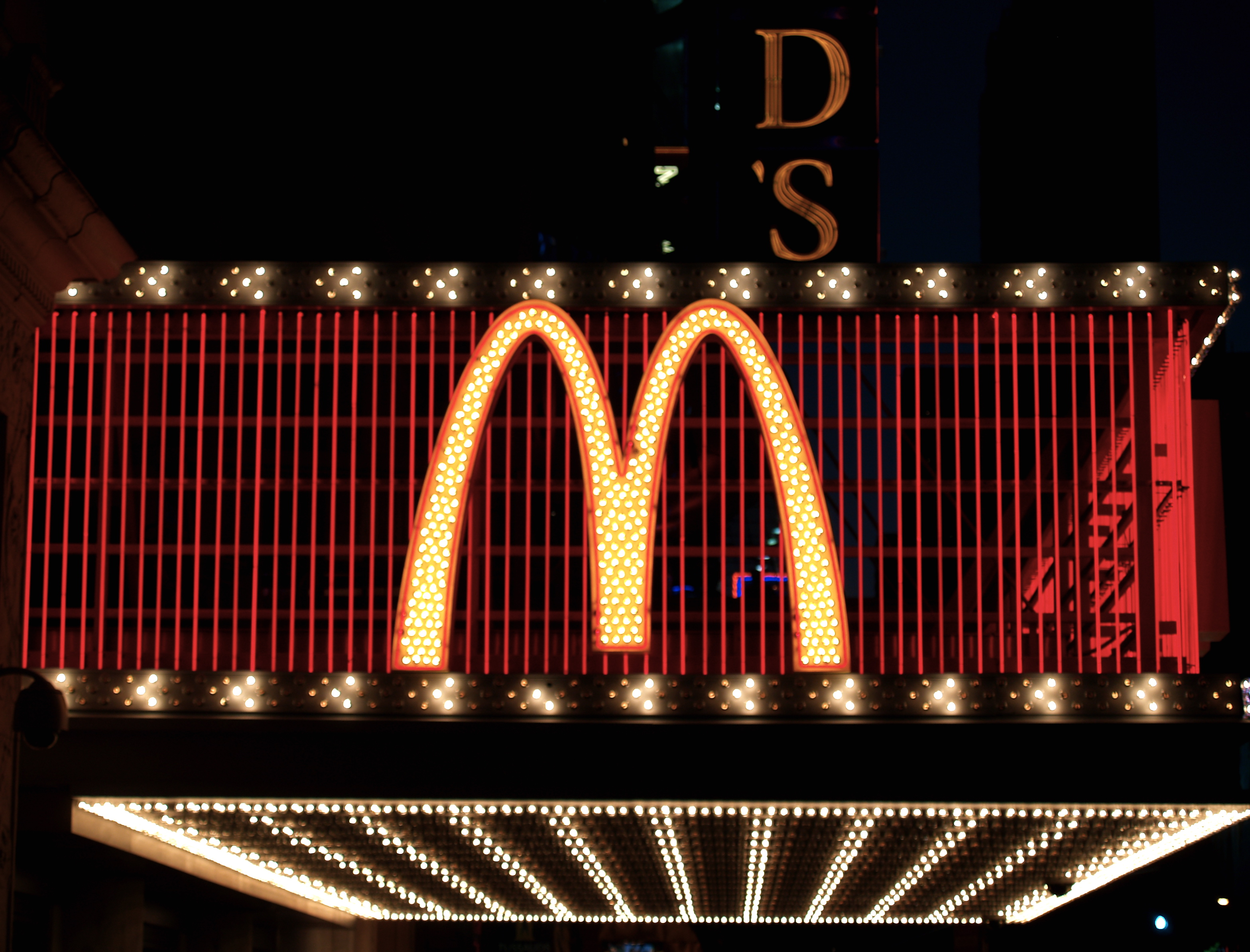
マクドナルド

- マクドナルド マクドナルドのロゴ（ゴールデンアーチ）は大文字のMを模していると思われることが多いが、実際には世界初のマクドナルド店舗にあった2つのアーチを重ねて模したものである。
- メタルハライドランプ。構内電気設備配線用図記号（JIS C 0303：2000）で用いられる。
- 建物などで中何階を表す（例：中2階→M2F）。一般的には地上階では中○階は○階の下で、地下階では中地下○階は地下○階の上となる（中1階は通常存在しない）。

#### 交通

ロサンゼルス・メトロ

東京メトロ

- 地下鉄（仏: métro、英: metro）。地図標示やロゴに使われる。
- 鉄道のサインシステムにおける路線記号。
  - JR室蘭線（東室蘭駅〜室蘭駅）(Muroran)
  - 東京メトロ丸ノ内線（荻窪駅〜池袋駅）(Marunouchi)
  - 名古屋市営地下鉄名城線 (Meijō)
  - 京都丹後鉄道宮舞線 (miyaMai)
  - 北大阪急行電鉄南北線・Osaka Metro御堂筋線 (Midōsuji)
  - 近鉄山田線・鳥羽線・志摩線
  - JR瀬戸大橋線（岡山駅〜児島駅）
  - 広島電鉄本線・宮島線 (Main Line, Miyajima)
  - JR牟岐線（阿波室戸シーサイドライン）(MugiMuroto)
- オーストラリアの大都市圏の幹線道路ナンバリングシステム・メトロード (Metroad)。路線番号「M3」など。
- マルタ (Malta)の自動車用国際識別記号。

#### 文化
- 男性 (masculus, male)
- 中間・中庸 (medium, middle など)。
  - 洋服などの普通サイズ。小さい (small) S・大きい (large) L などに対す。
  - 中間のウェイト（線の太さ）の書体。
  - 言語学で「中期」。ME（中英語）など。
- マゾヒズム・マゾヒスト (masochism, masochist)。
- 古代ローマ人の個人名マルクス (Marcus)。
- 明治の略記。
- 日本のプロ野球球団千葉ロッテマリーンズ (Marines)。
- 野球のマジックナンバー。
- イアン・フレミングのジェームズ・ボンドシリーズに登場する架空の人物であり、イギリス情報局秘密情報部（MI6）の局長である。M。
- ロビン・スコットによるイギリスの音楽ユニットM。
- コンピュータゲームのレイティングで mature。
  - ESRB（アメリカ）では「17歳以上対象」。

OFLCのレーティングM

  - OFLCのレーティングM OFLC（オーストラリア・ニュージーランド）では「15歳以上推奨（豪）」または「16歳以上推奨 (NZ)」。

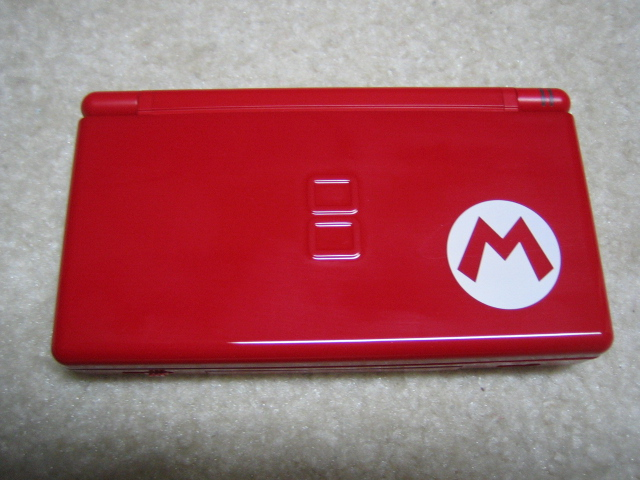
マリオ 限定版DS

- マリオ 限定版DS 任天堂のゲームキャラクターのマリオ (Mario)。よく着用する帽子に書かれている。
- 長調 (major)。ただし一般的にはMは省略されて単にA（イ長調）のように書かれることが多い。また、長三和音のコードネームもMは省略されることが多い。
- イタリア語の墓碑においては、死亡年月日(Morto)を意味する頭文字。

#### タイトル
- M (曖昧さ回避)参照

### 原則小文字
- 単位
  - メートル (metre)。
  - ミリ (milli)。1⁄1000 (10-3)。
  - 時間の単位の分 (minute)。ただし正式な単位記号は min。
- m と n（斜体）で、2つの自然数 (natural) あるいは整数を表す。(oはゼロと紛らわしいので) n の前の文字として選ばれたためで、m 自体の由来はない。
- 磁気モーメント (magnetic moment)。
- m- でメタ (meta) 位を表す。
- 文法で男性 (masculus)。
- 文字 m の幅。mダッシュ (―)、mスペース ( ) など。幅の狭い nに対する。
- 自動車メーカー・マツダの1970年代中期まで使用された丸型ロゴは小文字でサンセリフの"m"の書き始めと書き終わりをそれぞれ長くし、丸の中に収めたもの。
- 英語で am の短縮形 'm。
- 真夜中 (midnight)。正午 (noon) と対になる。
- フラクトゥールで極大イデアル（とくに局所環の極大イデアル）
- 短調 (minor)。Am（イ短調）など。

## 符号位置
| 大文字 | Unicode | JIS X 0213 | 文字参照            | 小文字 | Unicode | JIS X 0213 | 文字参照            | 備考     |
| ------ | ------- | ---------- | ------------------- | ------ | ------- | ---------- | ------------------- | -------- |
| M      | U+004D  | 1-3-45     | &#x4D; &#77;        | m      | U+006D  | 1-3-77     | &#x6D; &#109;       |          |
| Ｍ     | U+FF2D  | 1-3-45     | &#xFF2D; &#65325;   | ｍ     | U+FF4D  | 1-3-77     | &#xFF4D; &#65357;   | 全角     |
| Ⓜ      | U+24C2  | ‐          | &#x24C2; &#9410;    | ⓜ      | U+24DC  | 1-12-38    | &#x24DC; &#9436;    | 丸囲み   |
| 🄜      | U+1F11C | ‐          | &#x1F11C; &#127260; | ⒨      | U+24A8  | ‐          | &#x24A8; &#9384;    | 括弧付き |
| 𝐌      | U+1D40C | ‐          | &#x1D40C; &#119820; | 𝐦      | U+1D426 | ‐          | &#x1D426; &#119846; | 太字     |

## 他の表現法
| フォネティックコード | モールス符号 |
| Mike                 | －－         |

|        |          | ⠍    |
| 信号旗 | 手旗信号 | 点字 |